# 什穆埃尔·诺厄·艾森施塔特
什穆埃尔·诺厄·艾森施塔特（1923年9月10日—2010年9月2日），以色列社會學家。專長在歷史社會學、比較文明研究，早期集中在對結構功能論的一些中心假設及概念，如結構分化、現代性社會特徵等，用比較歷史的手法來辯駁更正，晚進則投入多元現代性的理論闡述工作。

## 主要著作
《現代化,反抗與改變》
《帝國的政治系統》